# Alcinda Panguana
Alcinda Panguana (født 27. februar 1994) er en mozambicansk bokser.
Hun repræsenterede Mozambique ved sommer-OL 2020 i Tokyo, hvor hun blev elimineret i kvartfinalen. Hun vandt over Elizabeth Akinyi i de indledende runder. Hun tabte til Kinas Gu Hong i kvartfinalen.